# Priscah Jepleting Cherono
Pour les articles homonymes, voir Ngetich et Cherono.
Priscah Jepleting Cherono,  née Ngetich le 27 juin 1980 à Kamuiywa, est une athlète kényane spécialiste des courses de fond et de cross-country. Elle est sélectionnée pour la première fois dans l'équipe du Kenya à l'occasion des Championnats du monde junior d'athlétisme 1998. Triple médaillée d'argent lors des Championnats du monde de cross-country en 2006 et 2007, elle remporte la médaille de bronze du 5 000 mètres à l'occasion des Mondiaux d'Osaka en 2007.

## Championnats du monde
- Championnats du monde d'athlétisme 2007 à Osaka :
  -  Médaille de bronze du 5 000 mètres

## Records personnels
- 3 000 mètres : 8 min 30 s 70 (2007)
- 5 000 mètres : 14 min 35 s 30 (2006)